# Coordinación de Organizaciones Revolucionarias Unidas
Die Coordinación de Organizaciones Revolucionarias Unidas (CORU) (englisch: Coordination of United Revolutionary Organizations; deutsch: Koordination der Vereinigten Revolutionären Organisationen) war eine 1976 gebildete Dachorganisation mehrerer gewaltbereiter Gruppen von Exilkubanern zum Zweck der koordinierten Bekämpfung der kommunistischen Diktatur unter Fidel Castro in Kuba. Sie wurde vom FBI als terroristische Organisation eingestuft. Führende Mitglieder der CORU waren an der Planung und Ausführung der Operation Condor, einem Attentat auf den früheren chilenischen Minister Orlando Letelier del Solar 1976 in Washington, D.C., beteiligt.
Laut freigegebener Dokumente von US-Behörden, die über das National Security Archive verfügbar sind, wurde die CORU im Juni 1976 in einer kleinen Stadt in der Dominikanischen Republik von den Exilkubanern Orlando Bosch Ávila, Luis Posada Carriles, Guillermo Novo Sampoll und Gaspar Jiménez Escobedo gegründet, um fünf verschiedene Gruppierungen von Exilkubanern zu vereinen.
Gemäß einem Bericht des FBI vom 29. Juni 1976 über Orlando Bosch Ávilas Gruppe Acción Cubana stimmten die fünf Gruppen darin überein, bei der Planung, Finanzierung und Ausführung von Terroranschlägen und Angriffen gegen Kuba zusammenzuarbeiten. Bosch Ávila beabsichtigte darüber hinaus, Terroranschläge gegen andere Staaten, wie Kolumbien, Mexiko und Panama, auszuführen, die er als prokubanisch ansah.
Auf dem Gründungstreffen wurde laut Dokument die Entführung und Hinrichtung eines Diplomaten diskutiert. Einen Monat später versuchten Mitglieder der CORU den kubanischen Botschafter in Mexiko zu entführen. Einer seiner Begleiter wurde dabei von Schüssen tödlich getroffen.
Laut einem Dokument vom 21. Oktober 1976 hatte das FBI über einen Informanten von einem Mitglied der CORU erfahren, dass die Gruppierung für den Bombenanschlag auf den Flug 455 der Fluggesellschaft Cubana am 6. Oktober 1976 verantwortlich war. Bei dem Anschlag starben alle 73 Passagiere und Besatzungsmitglieder.

## CORU-Mitglieder
- Orlando Bosch (als Anführer der Gruppe)
- Luis Posada Carriles
- Secundino Carrera
- Gaspar Jiménez Escobedo